# コルビーチーズ
コルビーチーズ（Colby cheese）は、牛乳から造られるセミハードタイプのチーズ。もともとコルビーチェダー（Colby Cheddar）と呼ばれ、アメリカ合衆国が原産地である。

## 歴史

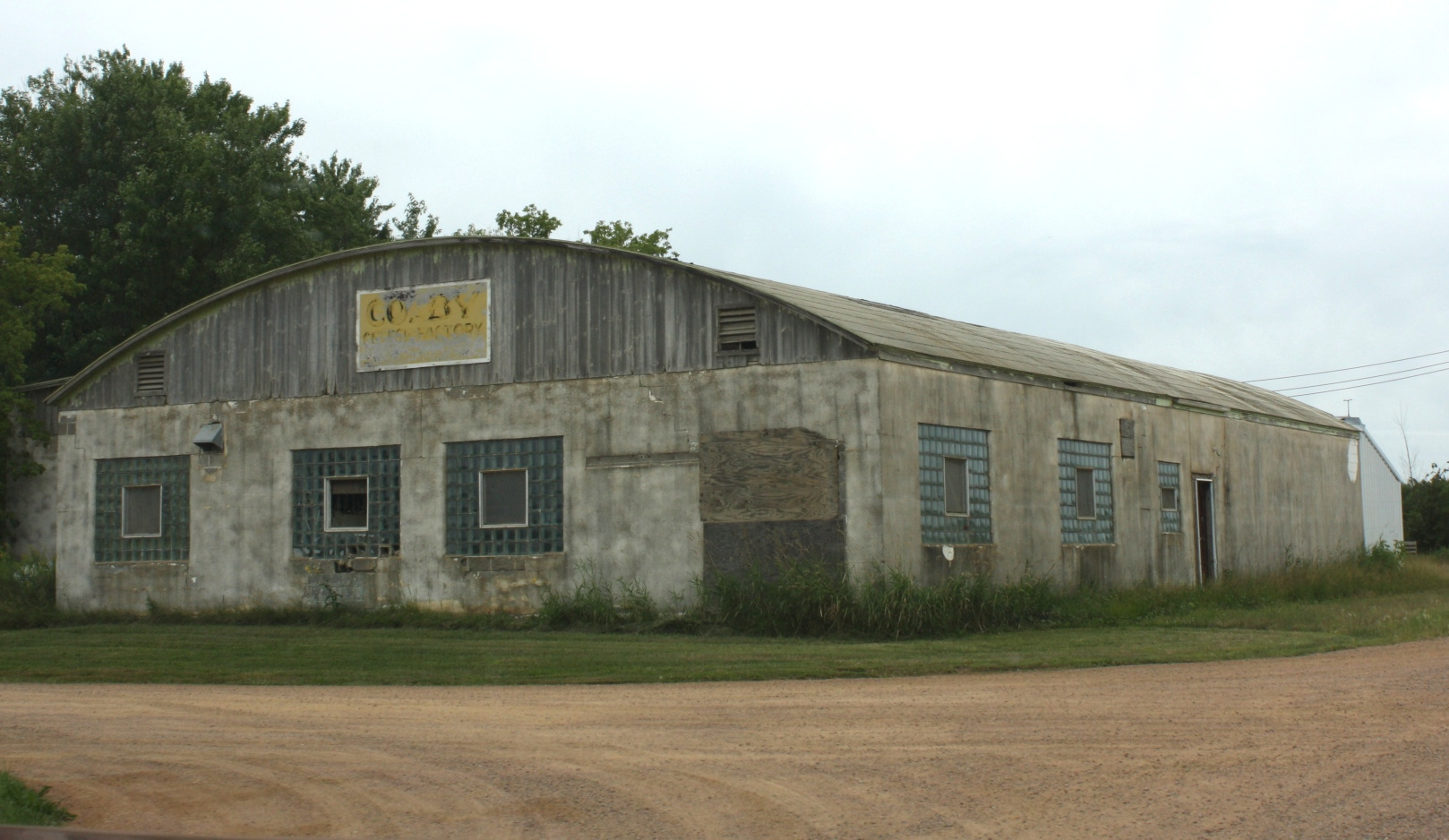
コルビー南西にあるオリジナルの工場（2012年）

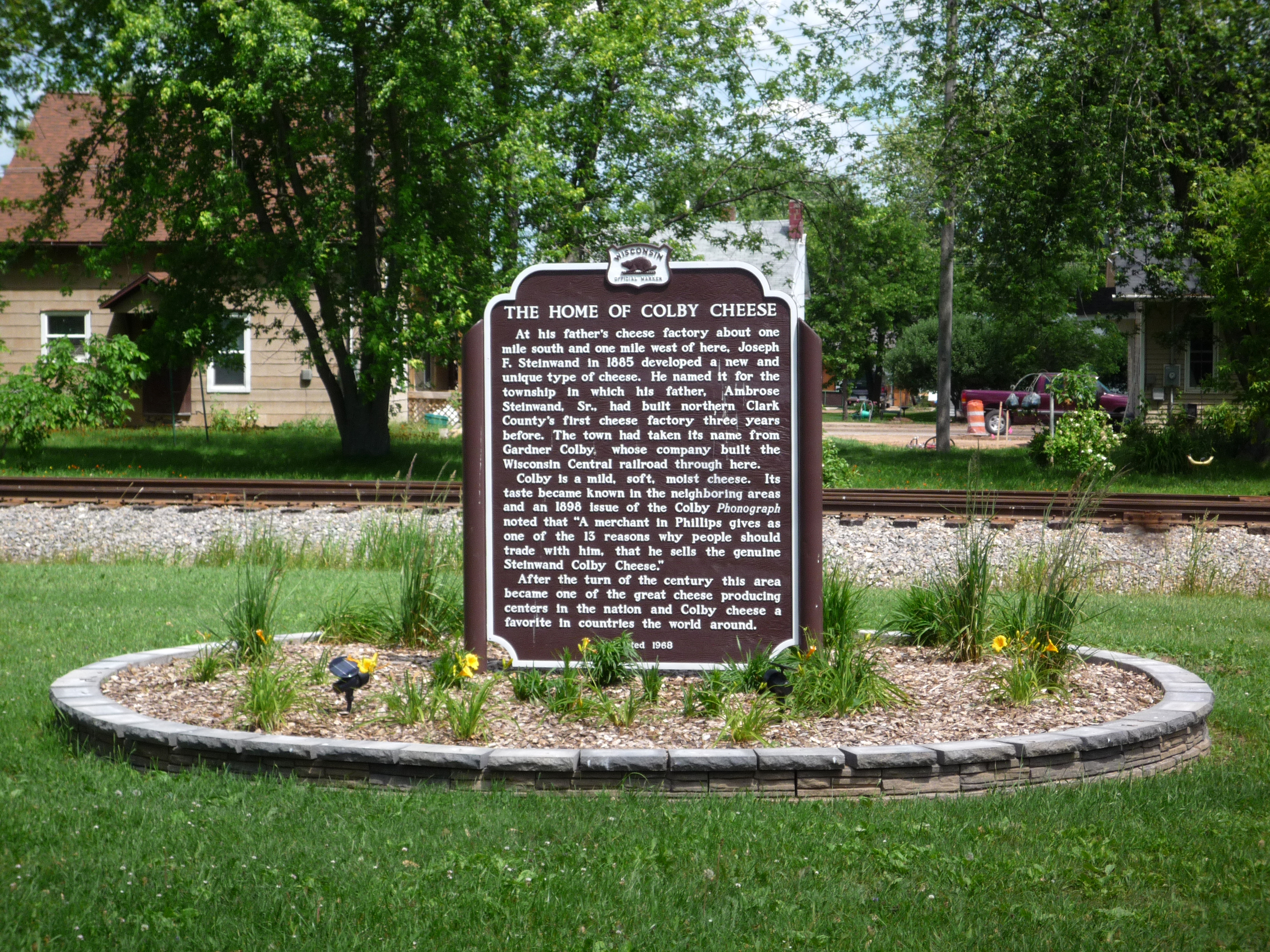
コルビーの町にある碑には、町とチーズとの関係が記されている。

1885年、ウィスコンシン州コルビーにおいて、ジョセフ・F・スタインウォンド (Joseph F. Steinwand) は父から受け継いだ工場で新しいタイプのチーズを作り出した。チーズの名前は、その3年前に設立された村の名前にちなんで呼ばれている。なお現在、コルビーチーズは広く製造されているが、発祥地のコルビーでは生産されていない。

## 製法
コルビーチーズの製法はチェダーチーズに近いが、チェダリングは行わない。コルビーチーズはセミハードタイプと見なされているが、チェダーチーズよりもやわらかく、水分を含み、マイルドである。これは、ウォッシュしたカードを用いるためである。製造時にホエイ（乳清）は水に置き換えられ、これがカードの酸味を減らすとともに、コルビーチーズの特徴的なマイルドな風味につながっている。多くのチーズと同様に、1ポンドのチーズを製造するためには1米ガロン以上の牛乳を使用する（チーズ1kgに対して牛乳8リットル以上）。
モントレー・ジャックチーズの製法は、コルビーチーズとほぼ同様である。しかし、コルビーチーズはアナトーで調味され、甘いナッツ風の風味とオレンジ色の色彩が添えられる。
ロングホーン（Longhorn）は、アメリカにおけるコルビーチーズの最も良く知られたスタイルである。「ロングホーン」という名は、オレンジ色の長い筒状をしたチーズの形状に由来している。コルビーは本来の四角形や半円状の形状でも供される。コルビーチーズは熟成させず、すみやかに乾燥させる。

## 用途
コルビーチーズは風味がマイルドであるため、料理にはめったに使われない。典型的には、テーブルチーズとして、あるいはスナックやサラダに入れて用いられる。

## 派生
コルビーチーズとモントレー・ジャックはしばしば混ぜられ、コルビージャックと呼ばれるマーブルチーズが造られる。ピンコニングチーズは、コルビーに近い熟成チーズである。
2015年、芸術家のジョン・リーペンホフ (John Riepenhoff) とチーズ職人のボブ・ウィルズ (Bob Wills)　は、ダブルクリーム・コルビー ("Double Cream" Colby) を開発した